# 米罗斯拉夫·达涅克
米罗斯拉夫·达涅克（捷克語：Miroslav Daněk，1948年10月1日—），捷克男子冰球运动员。他曾入选1972年冬季奥林匹克运动会捷克斯洛伐克男子冰球队名单，但并未上场参赛。